# Telečja pečenka (novela)
Telečja pečenka (s podnaslovom Obraz iz našega mestnega življenja) je novela, sestavljena iz petih poglavij, pisatelja Josipa Jurčiča. Napisana je bila leta 1872.

## Vsebina
Glavna oseba v noveli je Bitič, oficir (stotnik) v pokoju, star okoli petdeset let. Bil je izredno redoljuben, pisatelj ga poimenuje človek ustaljenih navad. Ni imel visoke pokojnine, a je kasneje nekaj podedoval, tako da je začel več jesti in piti. Vsak večer, točno ob šestih, je v krčmi pri Zeleniku, vedno na istem mestu večerjal telečjo pečenko. Bil je velik nemškutar in ko si je nekoč po sporu z mladim rodoljubom hladil jezo na hodniku, je skozi odprta kuhinjska vrata videl, kakšna umazana kuharica mu pripravlja pečenko. To se mu je tako zagnusilo, da ni več večerjal v gostilni. A zdaj se mu je življenje popolnoma spremenilo. Kuhal si je sam, a si je s tem pokvaril želodec. Potem so mu prijatelji svetovali, naj se poroči, da mu bo kuhala žena. Ker žensk ni maral, je nasvet najprej odklanjal, vendar se je bil zaradi telečje pečenke pripravljen poročiti. Mesarjevo ženo je nagovoril, da je v njegovem imenu zasnubila mlado in živahno služkinjo. Ko se je nekoč vračal domov, je slučajno ujel njun pogovor. Mlada služkinja je rekla, da je Bitič navaden kramp in da ga ne vzame za nobeno zlato. To je Bitiča tako prizadelo, da se je napil in od razburjenja ga je zadela kap. Zdravniki so ugotovili smrt zaradi duševnih pretresov.

## Novela značajevka
Je kratka zgodba, ki ima v središču pripovedno osebo s posebnim, čudaškim ali celo patološkim značajem, tako da se dogajanje zaplete in razplete okoli njene posebne usode. Posebej so poudarjene značajske lastnosti osebe.
Osrednji lik te novele je avtor zarisal skrajno realistično, tako je tudi skromno okolje. Malomeščanskemu svetu ustreza tudi njegova ideja: oseba, ki si na svetu ne želi ničesar drugega, kot v miru pojesti svojo telečjo pečenko, je žrtev lastne omejenosti.